# Politique au Nouveau-Brunswick
 (février 2016).
Si vous disposez d'ouvrages ou d'articles de référence ou si vous connaissez des sites web de qualité traitant du thème abordé ici, merci de compléter l'article en donnant les références utiles à sa vérifiabilité et en les liant à la section « Notes et références ».
La politique au Nouveau-Brunswick fonctionne selon le système de Westminster dans le cadre du fédéralisme canadien, comme les autres provinces du Canada. Le Nouveau-Brunswick possède une législature monocamérale composée de 49 sièges (l'Assemblée législative du Nouveau-Brunswick). Les élections se déroulent à date fixe, tous les 4 ans, soit le 4e lundi de septembre (la première élection à date fixe a eu lieu en 2014). Elles avaient lieu, auparavant, au moins tous les 5 ans. Elles peuvent être déclenchées à tout moment par le lieutenant-gouverneur (le représentant de la Couronne dans la province) sur conseil du Premier ministre. Le Premier ministre est le chef du parti qui détient le plus de sièges à l'Assemblée législative.

## Élections
Il y a deux partis politiques dominants au Nouveau-Brunswick : le Parti libéral et le Parti progressiste-conservateur. Bien que récoltant environ 10 % des suffrages de manière soutenue depuis les années 1980, le Nouveau Parti démocratique n'a que très rarement fait élire de députés à l'Assembleé législative. De temps en temps, d'autres partis tels que la New Brunswick Confederation of Regions Party ont détenu des sièges à la législature, mais seulement par la force d'un vote de mécontentement. Le Parti Vert a fait élire le premier candidat de son histoire à l'Assemblée législative de la province lors de l'élection de 2014, soit le chef du parti, David Coon.
La dynamique de la politique du Nouveau-Brunswick est différente de celle des autres provinces canadiennes. L'absence d'un unique centre urbain dominant dans la province oblige le gouvernement à se préoccuper des besoins de toutes les régions. De plus, la présence d'une importante minorité francophone dicte la nécessité de la politique du consensus, même lorsqu'il y a un gouvernement majoritaire en place. De cette façon, la politique provinciale néo-brunswickoise reflète la politique fédérale canadienne.
Depuis 1960, la province élit des dirigeants jeunes et bilingues. La combinaison de ces caractéristiques permet aux premiers ministres du Nouveau-Brunswick de devenir des personnalités importantes sur la scène fédérale. L'ancien premier ministre Bernard Lord (progressiste-conservateur) est vu par plusieurs comme un futur chef potentiel du Parti conservateur du Canada. Frank McKenna (libéral, premier ministre de 1987 à 1997) a été très sollicité pour être l'avant-coureur dans la course à la succession de Paul Martin à la tête du Parti libéral du Canada. Richard Hatfield (premier ministre 1970 à 1987) a joué un rôle actif dans le rapatriement de la Constitution du Canada et la création de la Charte canadienne des droits et libertés. Louis Robichaud (premier ministre de 1960 à 1970) fut responsable d'un grand éventail de réformes sociales.
Lors de l'élection générale du 18 septembre 2006, les libéraux ont remporté une majorité de 29 sièges sur 55, faisant de Shawn Graham le premier ministre du Nouveau-Brunswick à l'âge de 38 ans. Mais ils ont perdu cette majorité au cours de l'élection générale néo-brunswickoise de 2010, quand le Parti progressiste-conservateur du Nouveau-Brunswick (mené par David Alward) a remporté un Gouvernement majoritaire avec 42 sièges à l'Assemblée législative du Nouveau-Brunswick et 49 % des voix. 
Depuis novembre 2024, le premier ministre du Nouveau-Brunswick est Susan Holt.

## Source
- (en) Cet article est partiellement ou en totalité issu de l’article de Wikipédia en anglais intitulé « Politics of New Brunswick » (voir la liste des auteurs).